# Чорбаджи
Чорбаджи́ или Чорбаджи́и (тур. çorbacı, с тур. — «господин, раздатчик похлёбки») — термин, имеющий несколько значений:
- Офицерский чин в Османской империи у янычар, соответствующий командиру орта (роты).
- Представители сельской верхушки в XVI—XVIII столетиях — старосты, старшины, зажиточные крестьяне. Чорбаджи обычно привлекались турецкими властями для работы в административных и судебных органах, избирались для сбора налогов с населения. В XIX столетии термин «чорбаджи» употреблялся в отношении торговцев и зажиточных христиан.
- Хозяин, владелец судна в разговорной речи матросов в современной Турции.
- «Чорбаджийский твёрдый знак» — прозвище буквы юс большой в Болгарии, распространённое среди сторонников орфографической реформы, проведённой в 1945 г., когда эта буква была исключена из алфавита.